# Аракс (футбольний клуб, Арарат)
Футбольний клуб «Аракс» Арарат (вірм. Արաքս Արարատ Ֆուտբոլային Ակումբ) — колишній вірменський футбольний клуб з Арарата, що існував у 2001—2005 роках.